# Ophthalmitis ruficornis
Ophthalmitis ruficornis är en fjärilsart som beskrevs av W. Warren 1897. Ophthalmitis ruficornis ingår i släktet Ophthalmitis och familjen mätare. Inga underarter finns listade i Catalogue of Life.